# Kapelle Aspach

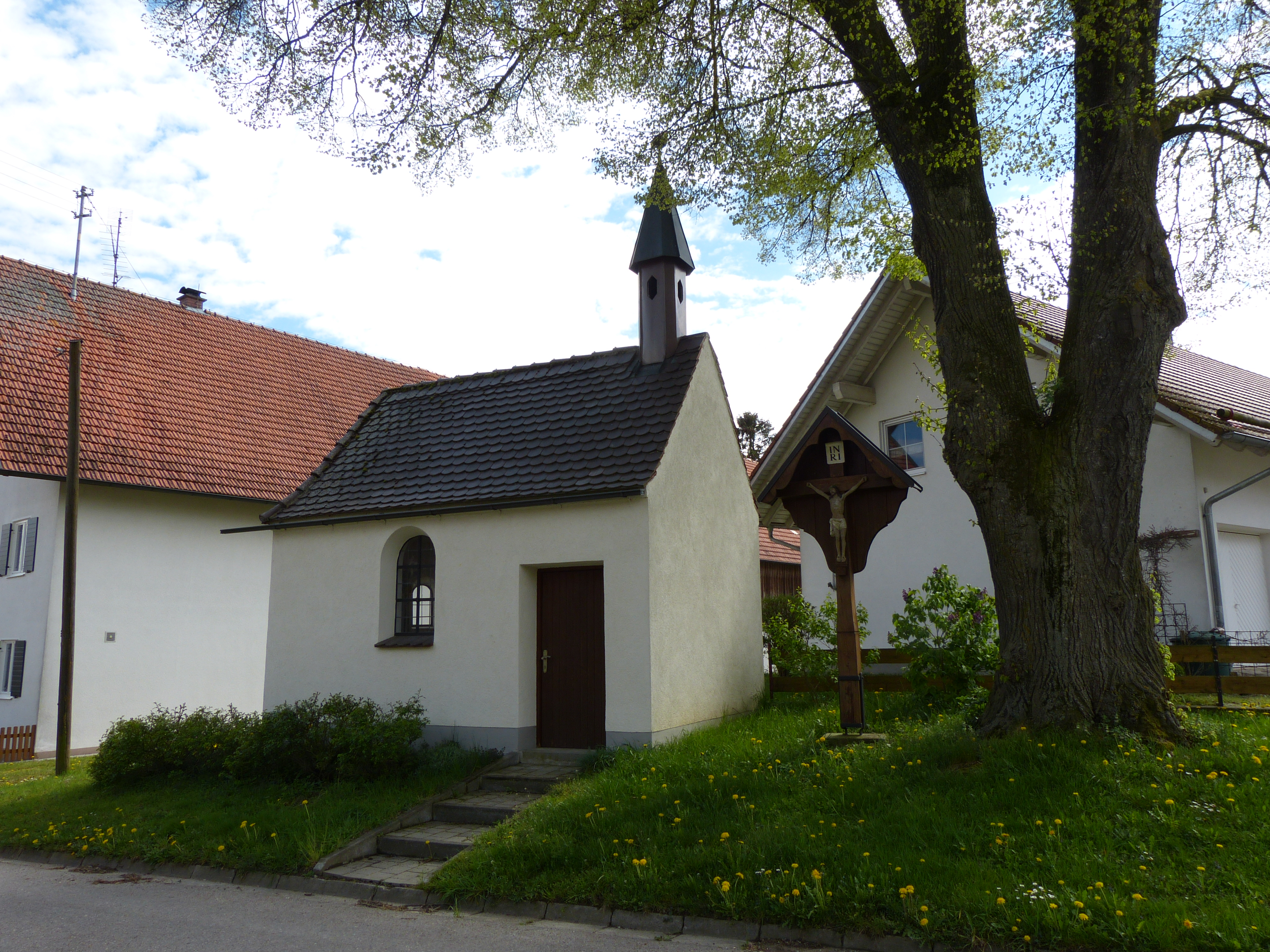
Kapelle in Aspach, Eppishausen

Die Kapelle Aspach ist eine römisch-katholische Kapelle im oberschwäbischen Aspach, einem Ortsteil der Gemeinde Eppishausen im Landkreis Unterallgäu in Bayern. Sie wurde 1764 von der Gemeinde erbaut und liegt mitten im Weiler.

## Ausstattung
Decke und Wände sind mir Dekorationsmalerei aus der Zeit um 1900 verziert. Der hölzerne Altar mit vergoldetem Rocailledekor wurde um 1764 im Stil des Spätrokokos angefertigt. Der Stipes besitzt abgeschrägte, volutenbesetzte Ecken. Die Sockelzone setzt sich seitlich vor den Schrägachsen fort und wird von Volutenvorlagen begrenzt. Der Aufbau ist konkav. In der Mitte über einem kleinen tabernakelartigen Schrein trägt eine geschweiftbogige Blende eine Figur der Pietà unter dem Kreuz. Seitlich befinden sich Volutenvorlagen, ganz außen korinthische Freisäulen. Im Altarauszug wird ein Herz im Strahlenkranz von je zwei Voluten flankiert.
Das Gestühl mit geschweiften Brettwangen stammt vermutlich aus der zweiten Hälfte des 18. Jahrhunderts. Die eine gefasste Holzfigur ist ein volkstümlich gearbeitetes Kruzifix aus der ersten Hälfte des 19. Jahrhunderts. Die zweite Figur aus der Mitte des 18. Jahrhunderts stellt vermutlich den heiligen Ignatius dar.